# Sh2-201
Sh2-201 è una nebulosa a emissione visibile nella costellazione di Cassiopea.
Si individua nella parte orientale della costellazione, lungo il confine orientale della grande nebulosa IC 1848; il periodo più indicato per la sua osservazione nel cielo serale ricade fra i mesi di settembre e febbraio ed è notevolmente facilitata per osservatori posti nelle regioni dell'emisfero boreale terrestre, dove si presenta circumpolare fino alle regioni temperate calde.
Si tratta di una regione H II compatta e apparentemente di forma bipolare, situata alla distanza di circa 3060 parsec (circa 9980 anni luce), sul Braccio di Perseo nella medesima regione del complesso W3/W4/W5; la nebulosa appare attraversata da una nube molecolare con emissioni CO indicata in più studi con la sigla IC 1848-I, ed è associata alla sorgente di radiazione infrarossa IRAS 02593+6016, coincidente con un maser con emissioni H2O. Osservazioni al vicino infrarosso hanno permesso di individuare cinque sorgenti, la più brillante delle quali, denominata IRS2, probabilmente coincide con la stella responsabile della ionizzazione della nebulosa; in generale, si ritiene che le cinque sorgenti coincidano con altrettanti oggetti stellari giovani profondamente immersi nei gas. La forma bipolare di Sh2-201 non è comunque reale ed è dovuta alla presenza di polveri che la oscurano in alcune parti, facendola apparire con questa forma.